# Betty Boyd
Betty Boyd (n. 11 de mayo de 1908 - f. 16 de septiembre de 1971) fue una actriz cinematográfica estadounidense que trabajó en los inicios de Hollywood, principalmente en el cine mudo de los últimos años veinte y en películas de serie B de los años treinta.
Su verdadero nombre era Elizabeth Boyd Smith, y nació en Kansas City, Misuri. Boyd se trasladó a Hollywood a mediados de los años veinte a fin de hacer una carrera como actriz. Su primer papel, sin aparecer en los títulos de crédito, fue en el film de 1927 The Show (El palacio de las maravillas), protagonizado por John Gilbert y Lionel Barrymore. El primer papel con reflejo en los créditos llegó ese mismo año en Off Again, junto a Jack Lloyd. En 1929 Boyd trabajó en tres películas, e hizo un cuarto papel sin acreditar, y además fue elegida como una de las trece WAMPAS Baby Stars, en compañía de actrices como Josephine Dunn, Sally Blane, y la futura leyenda de Hollywood Jean Arthur. 
1930 fue el mejor año de su carrera. Ese año trabajó en ocho películas, en todas ellas acreditada, y tuvo éxito en la transición al cine sonoro. En 1931 intervino únicamente en dos filmes, Ex-Sweeties y Maid To Order, al igual que en 1932, durante el cual tuvo un papel secundario en An Old Gypsie Custom y un papel sin créditos en A Modern Hero. Al año siguiente su carrera podía darse como finalizada, aunque todavía actuó en dos ocasiones más a finales de los años cuarenta, la última de las cuales, sin créditos, fue en Sansón y Dalila. 
Estuvo casada con Charles N. Over Jr., matrimonio que acabó en divorcio. Falleció en 1971, en Los Ángeles, California. 